# ابصان
ابصان (عبری: אבצן از شخصیت‌های کتاب داوران در تنخ یهودی یا عهد عتیق انجیل و از داوران کوچک است که پس از یفتاح و پیش از ایلون به مدت هفت سال بر بنی‌اسرائیل داوری داشت. در کتاب داوران، به او اشاره کوچکی شده است:
۸ و پس از مرگ او، ابصان از بیت‌لحم بر اسرائیل فرمان‌روایی یافت.
۹و او را سی پسر و سی دختر بود که دختران را به مملکت دیگر فروخته، سی دختر از برای پسرانش از آن‌جا آورد و هفت سال بر اسرائیل داوری کرد.
۱۰و چون درگذشت، او را در بیت‌لحم دفن کردند.
داوران باب دوازدهم، آیات ۱۰-۸
محل دفن ابصان در بیت‌لحم جلیل بوده است.